# Jacob Cats
Jacob Cats (ur. 10 listopada 1577 w Brouwershaven, zm. 12 września 1660 w Hadze), holenderski polityk i dyplomata, dwukrotny wielki pensjonariusz Holandii; w latach 1629-1631 i następnie od 1636 do 1651 roku. Ukończył studia prawnicze uzyskując tytuł doktora. Brał udział w poselstwach do Anglii, najpierw za czasów panowania króla Karola I Stuarta (1627), następnie za władzy Olivera Cromwella (1651-1652). Był również literatem i poetą, autorem dzieł o charakterze dydaktycznym i moralizatorskim, wyrażających ewangelicką obyczajowość konfesji kalwińskiej.

## Dzieła
- Emblemata lub Minnebeelden (1618)
- Self-stryt (1620)
- Houwelijck (1625)
- Proteus Ofte Minne-Beelden Verandert In Sinne-Beelden (1627)
- Spiegel van den ouden en nieuwen tyt (1632)
- Ouderdom, Buytenleven en Hofgedachten op Sorghvliet (1664)
- Gedachten op slapelooze nachten ("Myśli bezsennych nocy") (1661)